# Crostwitz
Crostwitz (hornolužickosrbsky Chrósćicy) je obec v německé spolkové zemi Sasko. Nachází se v zemském okrese Budyšín a má přibližně 1 000 obyvatel. Obec se nachází v Horní Lužici a je obývaná z velké části Lužickými Srby. S podílem 84,4% obyvatel, kteří uvádějí hornolužickou srbštinu jako svou mateřskou řeč, je obcí s nejvyšším podílem lužickosrbských mluvčích v Německu. V obci převládá na rozdíl od většiny Saska katolické náboženství.

## Geografie
Crostwitz leží ve střední části okresu. Vesnice se rozkládá po obou stranách potoka Satkula (přítok Klášterní vody) v nadmořské výšce 160–180 m n. m. Nejvyšším bodem obce je Galgenberg s nadmořskou výškou 216 m. Do Crostwitz nevede železnice.

## Historie
První písemná zmínka pochází z roku 1225. Název vsi je odvozen ze staroslověnského slova chróst, které označovalo křoví, houštinu. Od 13. století nabýval na významu místní farní kostel.

## Správní členění
Crostwitz se dělí na 6 místních částí. Uvedený počet obyvatel udává stav k 31. prosinci 2022.
- Caseritz (Kozarcy) – 48 obyvatel
- Crostwitz (Chrósćicy) – 596 obyvatel
- Horka (Hórki) – 236 obyvatel
- Kopschin (Kopšin) – 19 obyvatel
- Nucknitz (Nuknica) – 54 obyvatel
- Prautitz (Prawoćicy) – 103 obyvatel

## Pamětihodnosti
- kostel svatého Šimona a Judy – postavený v letech 1769–1771 v barokním slohu

## Osobnosti
- Johann Freyschlag von Schmiedenthal (1669–1743) – budyšínský děkan a apoštolský prefekt
- Jakob Wosky von Bärenstamm (1692–1771) – budyšínský děkan, apoštolský prefekt a biskup
- Jurij Koch (* 1936) – spisovatel